# Ăn thịt con đẻ

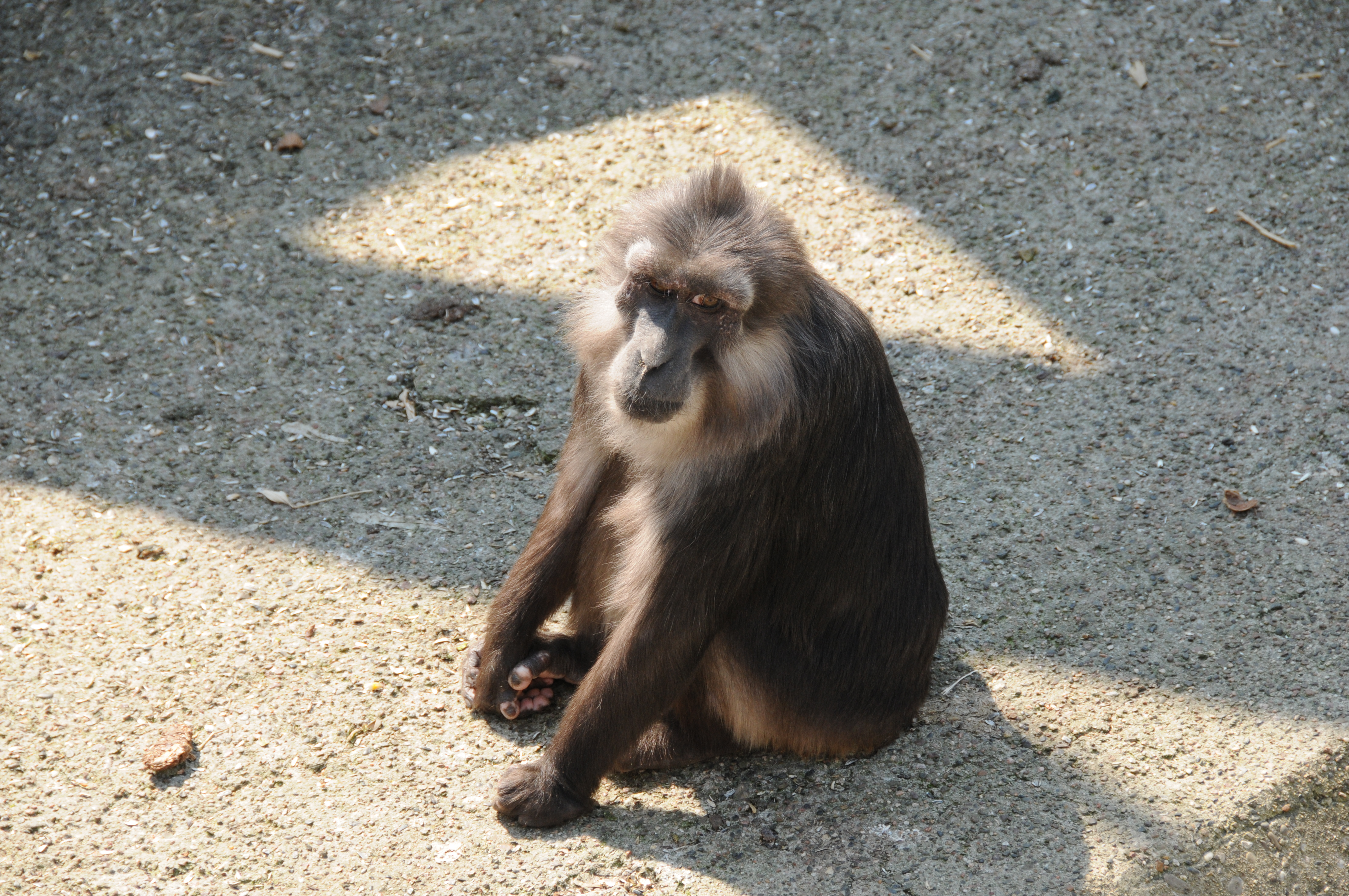
Loài khỉ Macaca tonkeana được ghi nhận là có cá thể từng ăn thịt con đẻ

Ăn thịt con đẻ (Filial cannibalism) là một dạng của việc ăn thịt đồng loại xảy ra khi một cá thể trưởng thành của một loài ăn thịt tất cả hoặc một phần của thế hệ con của mình. Ăn thịt con đẻ diễn ra ở nhiều loài động vật khác nhau, từ động vật có vú tới côn trùng, và đặc biệt phổ biến ở nhiều loài cá. Mặc dù không biết nhiều về mục đích chính xác của kẻ ăn thịt con cái của mình, nhưng người ta hiểu rằng nó có thể có ý nghĩa tiến hóa và sinh thái quan trọng đối với một số loài.

## Lý do
Có nhiều ý kiến cho rằng con bố mẹ có thể ăn trứng của mình vì đó là nguồn thức ăn tốt cho những lúc đói kém. Tuy nhiên, khi bổ sung thức ăn cho một vài loài cá, kết quả vẫn khiến các nhà khoa học lúng túng: một số loài vẫn tiếp tục ăn thịt con, trong khi số khác ngừng lại. Một số trường hợp, việc ăn con của chính mình tạo ra áp lực tiến hoá tương tự lên những quả trứng giống như khi kẻ thù của nó sẽ làm: trứng lớn càng nhanh, cơ hội sống sót càng lớn. Ngoài ra, hành vi ăn con cũng làm tăng tốc độ sinh sản của bố mẹ. Cũng có thể đó là cách để loại bỏ những con non lớn quá chậm hoặc những con non đã chết: vì một con non trong đàn có thể gây mùi khi chết đi và mùi đó có thể gây ảnh hưởng đến tới những con non còn sống trong bầy đàn và ăn thịt để lấy chút ít dinh dưỡng và do đó sẽ tiết kiệm được công chăm sóc của cha mẹ. Sau cùng, việc ăn trứng để có thêm năng lượng.

## Các loài

### Gấu
Việc gấu Bắc cực ăn thịt con không hiếm, nhưng nó có thể trở nên thường xuyên hơn vì biến đổi khí hậu làm gia tăng tình trạng khan hiếm thức ăn ở Bắc Cực. Dù những nỗ lực của gấu mẹ muốn bảo vệ con, con gấu đực vẫn quyết đuổi theo chú gấu con và cắn xé nó chỉ trong vài giây, để lại gấu mẹ bị tổn thương và buộc phải chạy để tự bảo vệ mình. Các nhà khoa học đã nghiên cứu hiện tượng gấu Bắc cực ăn thịt đồng loại từ những năm 1980.

### Sư tử
Sư tử đực ăn thịt con của bạn tình thì không hiếm, sư tử đực giết và ăn thịt con của bạn tình mới quen như một hành động để khẳng định lãnh địa của nó, hành động sư tử giết hại và ăn thịt con của kẻ thống trị trước đó rất phổ biến trong tự nhiên, thậm chí, con sư tử cái còn ăn xác con của nó cùng với bạn tình mới quen.

### Dúi
Hiện tượng dúi sau khi sinh ăn thịt con của mình thì có thể do nhiều nguyên nhân, có thể do con dúi mẹ bị sốc về mặt tâm lý, có thể là do người nuôi tác động vào chuồng dúi quá sớm ngay sau khi dúi đẻ xong hoặc cũng có thể là do đã cho người lạ vào chuồng nên dúi mẹ đã ăn thịt dúi con. Trong thời kì dúi sinh đẻ thì ít nhất sau khi đẻ xong 3 ngày mới nên sờ vào dúi, và cũng hạn chế để người lạ tiếp xúc với chuồng nuôi. Có thể là do có chuột vào trong chuồng dúi nên dúi mẹ đã lầm tưởng dúi con là chuột nên đã tấn công. Có thể do dúi mẹ đã bị thiếu calci, trường hợp này thì cần bổ sung calci cho dúi bằng cách cho dúi ăn thêm xương trâu, xương bò.

### Chó
Trong một số trường hợp hiếm thấy, thậm chí chó mẹ còn ăn thịt con của mình. Biểu hiện của chứng ăn thịt đồng loại là một con vật ăn thịt con vật khác cùng loài. Nhưng điều đó rất hiếm gặp ở loài chó, đặc biệt là những chú chó được sinh ra trong không gian rộng rãi, an toàn chứ không phải trong một chiếc cũi chật chội huyên náo. Việc chó mẹ ăn thịt chó con có thể xảy ra khi chó con vừa ra đời hoặc vài ngày sau đó. Mọi giống chó cái thuần hoặc lai đều có khả năng ăn thịt con mình. Khó có thể kết luận ăn thịt đồng loại là một đặc điểm di truyền hay không bởi chứng ăn thịt đồng loại và sự di truyền của nó cho lứa tiếp theo có, hoặc có thể không xảy ra.
Chó mẹ thiếu kinh nghiệm có thể không nhận ra chó con mà nó vừa sinh ra. Ngoài ra, những chú chó mẹ được mổ đẻ cũng có thể không nhận ra con của chúng bởi thiếu hoc-mon được tạo thành trong quá trình sinh nở tự nhiên. Thêm vào đó, chó con sơ sinh thường di chuyển không vững và tạo ra những âm thanh the thé giống như con mồi, chẳng hạn như loài chuột khiến một số con chó, đặc biệt là chó sục và một số loại tương tự như vậy bị khơi dậy bản năng diệt loài gặm nhấm. Bất kì con chó cái nào cũng có thể ăn thịt con non bởi bản năng tự nhiên thúc ép chúng ăn chó con khi không biết đó là con của nó.
Viêm vú nghĩa là núm vú của chó mẹ bị viêm, các núm vú nhiễm bệnh bị sưng đỏ, phồng lên và đau rát khi chạm vào. Tuy nghiêm trọng nhưng bệnh viêm vú có thể được điều trị rất dễ dàng. Khi chó con bú và ngậm chặt đầu vú có thể làm chó mẹ đau, dẫn đến việc chúng không tiếp nhận chó con. Nghiêm trọng hơn, sự đau đớn có thể khiến chó mẹ trở nên hung dữ và ăn thịt chó con. Nếu chó mẹ quá căng thẳng và sợ hãi khi mang thai, những cảm xúc tiêu cực có thể gây nên tính công kích. Sự công kích có thể hướng đến chó con và khiến chó mẹ ăn thịt con non của nó.
Trong tự nhiên, khi một hay nhiều thành viên trong một lứa chó không khỏe mạnh hoặc là thai chết lưu có thể khiến cho cả lứa chó gặp nguy hiểm. Bản năng của chó mẹ nhắc nhở nó phải loại bỏ những thành viên đó khỏi ổ. Trong hầu hết các trường hợp, chó nhà sẽ phủ nhận và đặt những con non không khỏe mạnh khỏi ổ của chúng. Chúng có thể đem thai chết lưu ra khỏi ổ và chôn ở nơi nào đó trong nhà. Tuy nhiên, khi bản năng trỗi dậy, và chó con còn khá nhỏ, chó mẹ có thể giết chết và ăn thịt chó con.

### Mèo
Mèo mẹ ăn mèo con sau khi sinh là có xảy ra, không phải là hy hữu. Các nguyên nhân chính có thể là việc, sau khi sinh, đặc biệt lần đầu làm mẹ, nếu gặp nhiều stress bất lợi như tiếng ồn, hơi mùi lạ hoặc có đông người xem, mèo mẹ có bản năng bảo vệ con, cắn cổ tha con và không may gây tổn thương, tử vong. Mèo mẹ không phân biệt được xác con chết với nhau thai nên cứ bất động, lạnh lẽo là ăn, nhai cắn.
Vì lý do nào đó mà mèo con ốm yếu, sắp chết, hoặc đã chết sau khi sinh, cắn rốn vội vàng gây thủng bụng, chảy máu mèo mẹ cũng ăn luôn, đây là bản năng "ăn nhau thai, cắn rốn" tự đỡ đẻ và chăm sóc con của mèo mẹ. Mèo tuy thuần hóa nhưng vẫn còn giữ lại những bản năng dã thú giống như loài sư tử, hổ. Mèo bố hoặc các con mèo đực khác thường có xu hướng cắn chết và ăn thịt con mình (nhất là con đực) để tránh hậu họa sau này, đây là hiện tượng chọn lọc tự nhiên của động vật. Do đó, cần tạo nơi yên tĩnh, ánh sáng ít, chăm sóc sức khỏe chu đáo mèo mẹ trước và sau khi sinh có thể hạn chế được con chết yểu và mẹ ăn xác con. Nhặt bỏ ngay xác mèo con nếu phát hiện đã chết sau sinh.

### Khỉ
Hành vi ăn thịt con đẻ được ghi nhận và xác nhận ở loài khỉ Macaca tonkeana. Tại khu bảo tồn động vật Parco Faunistico di Piano dell’Abatino tại Ý chứng kiến một con khỉ mẹ Evalyne mang theo con non đã chết trong nhiều tuần, sau đó ăn thịt cái xác đã khô quắt của con đến khi chỉ còn trơ xương, loài khỉ này thường mang bên mình xác chết của con non trong nhiều giờ hoặc thậm chí nhiều ngày. Nó có thể là biểu hiện của niềm thương tiếc hoặc do chúng không hiểu con non thực sự đã chết. Loại hành vi này từng được ghi nhận ở tinh tinh và một số loài linh trưởng khác, trong đó con mẹ mang theo con non đã chết cho đến khi cái xác phân hủy.
Nhưng điều mới ở đây là hành vi ăn thịt đồng loại. Thông thường, những con khỉ không ăn thịt lẫn nhau, trong đó khỉ Tonkea không chỉ không ăn thịt đồng loại, chúng còn là loài ăn chay và không bao giờ ăn thịt. Một cách giải thích hợp lý cho hành vi kỳ lạ của Evalyne là do nó mới làm mẹ và thời gian con non còn sống đủ để tạo nên tình mẫu tử. Theo cách hiểu đó, hành vi ăn thịt có thể là biểu hiện cực đoan cuối cùng thể hiện sự gắn bó với con non của khỉ mẹ. Theo các nhà nghiên cứu, trường hợp khỉ mẹ ăn thịt con non duy nhất khác xảy ra ở loài khỉ Taihangshan tại Trung Quốc.